# وايومنغ مقاطعة آيوا (ويسكونسن)
وايومنغ، مقاطعة آيوا (بالإنجليزية: Wyoming, Iowa County, Wisconsin)‏ هي بلدة تقع بولاية ويسكونسن في الولايات المتحدة. تبلغ مساحتها 105.8 (كم²)، وترتفع عن سطح البحر 226 م، بلغ عدد سكانها 364 نسمة في عام 2000 حسب إحصاء مكتب تعداد الولايات المتحدة وتصل الكثافة السكانية فيها 3.5 نسمة/كم2.

## وصلات خارجية
- http://townofwyoming.org
- The US50 - Cities and Towns in Wisconsin State
- Wisconsin Cities and Towns, Facts, Map, Flag, Colleges, Government, and More